# (2126) Герасимович
(2126) Герасимович (лат. Gerasimovich) — типичный астероид главного пояса, открыт 30 августа 1970 года советским астрономом Тамарой Смирновой в Крымской астрофизической обсерватории и 1 июня 1980 года назван в честь советского астронома Бориса Герасимовича.

## Обнаружение и именование
(2126) Герасимович
Открыт 30 августа 1970 года в Крымской астрофизической обсерватории Т. М. Смирновой.
Назван в память о Борисе Петровиче Герасимовиче (1889—1937) — профессоре Харьковского университета (1922—1931), затем начальнике секции астрофизики, а с 1933 года директоре Пулковской обсерватории. Его научные работы охватывают широкий круг астрофизических проблем. Был членом многих научных обществ. В честь Герасимовича также назван лунный кратер.
Оригинальный текст (англ.)2126 Gerasimovich
Discovered 1970 Aug. 30 by T. M. Smirnova at the Crimean Astrophysical Observatory.
Named in memory of Boris Petrovich Gerasimovich (1889-1937), professor at Kharkov University (1922-1931), then chief of the astrophysics section and from 1933 director of the Pulkovo Observatory. His scientific papers cover a large range of astrophysical problems, and he was a member of many scientific societies. Gerasimovich is also honored by a lunar crater.
Источник: M.P.C. 5359.

## Орбита

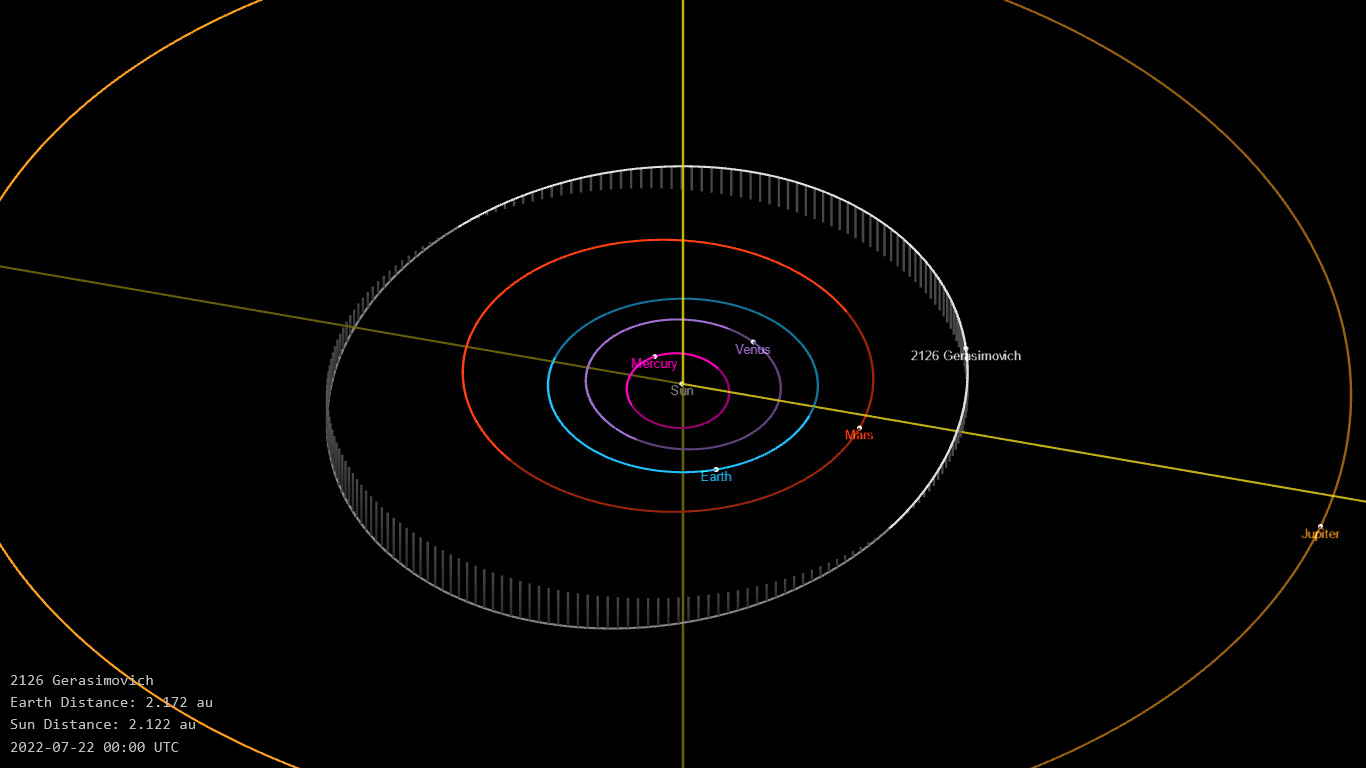
Орбита астероида Герасимович и его положение в Солнечной системе

## Физические характеристики
Из наблюдений телескопа VISTA следует, что астероид относится к таксономическому классу U.
По результатам наблюдений в видимом и ближнем инфракрасном диапазоне космического телескопа NEOWISE и наблюдений в инфракрасном диапазоне спутника Akari диаметр астероида сначала оценивался равным 7,805±0,205 км, позже — 9,36±0,68 км, 7,11±1,52 км, 9,46±2,73 км, 7,805±0,205 км, 9,88±1,89 км. Согласно тем же источникам альбедо оценивается как 0,3179±0,0514, 0,221±0,034, 0,25±0,17, 0,12±0,11, 0,318±0,051 и 0,146±0,061.